# Cortisol
Cortisol là một loại hormone corticosteroid (corticosteroid là một loại hormone loại steroid – tức là loại hợp chất hữu cơ tự nhiên được tổng hợp bởi các tuyến nội tiết trong cơ thể) được sản sinh bởi bộ phận tên là Zona fasciculata trên vỏ thượng thận (thuộc tuyến thượng thận). Đây là hooc môn vô cùng quan trọng và được xem là hormon chống stress. Nó làm tăng huyết áp, tăng đường huyết, có tác động ức chế miễn dịch (chống viêm), chống dị ứng. Trong y học, cortisol tổng hợp (Hydrocortisone) được dùng như là thuốc để điều trị bệnh dị ứng (đặc biệt trong cấp cứu sốc phản vệ) và chống viêm cũng như dùng làm chất thay thế bổ sung trong các chứng thiếu hụt cortisol bẩm sinh. Khi lần đầu được giới thiệu như là thuốc điều trị bệnh thấp khớp nó được gọi là hợp chấp E. Cortisol thuộc loại Glucocorticoid. Ngoài ra, cortisol kiểm soát quá trình giáng hóa hydrat-cacbon, chất béo và trao đổi protein và là chất kháng viêm với tác dụng ngăn cản sự giải phóng phospholipid, giảm hoạt động bạch cầu ưa toan và hàng loạt các cơ chế khác. Hiện nay, thuốc được WHO liệt kê vào danh mục thuốc thiết yếu trong y tế.